# メロン記念日 CONCERT TOUR 2005 WINTER 「今日もメロン明日もメロン、クリスマスはマスクメロンで!」
『メロン記念日 CONCERT TOUR 2005 WINTER 「今日もメロン明日もメロン、クリスマスはマスクメロンで!」』（メロンきねんび コンサートツアー2005 ウィンター 「きょうもメロンあしたもメロン、クリスマスはマスクメロンで」）は、メロン記念日のライブビデオ。

## 収録曲
1. OPENING
2. さあ！ 恋人になろう
3. 夏の夜はデインジャー!
4. MC-1
5. 甘いあなたの味
6. 告白記念日
7. 電話待っています
8. MC-2
9. 香水
10. シャンパンの恋
11. MC-3
12. MI DA RA 摩天楼
13. チャンス of LOVE
14. 肉体は正直なEROS
15. MC-4
16. ガールズパワー・愛するパワー
17. 遠慮はなしよ！
18. 涙の太陽
19. かわいい彼
20. さぁ、早速盛り上げて 行こうか〜!!
21. This is 運命
22. MC-5
23. 赤いフリージア
24. ほとんどがあなたです。
25. MC-6
26. ENDLESS YOUTH